# Речетто
Речетто (італ. Recetto, п'єм. Riciat) — муніципалітет в Італії, у регіоні П'ємонт,  провінція Новара.
Речетто розташоване на відстані близько 520 км на північний захід від Рима, 75 км на північний схід від Турина, 15 км на захід від Новари.
Населення — 952 особи (2014).
Щорічний фестиваль відбувається 8 серпня. Покровитель — San Domenico.

## Демографія
Населення за роками:

Станом на 1 січня 2023 року в муніципалітеті офіційно проживало 220 іноземців з 24 країн, серед них 24 громадяни країн Євросоюзу та 6 громадян України.

## Сусідні муніципалітети
- Арборіо
- Б'яндрате
- Греджо
- Сан-Наццаро-Сезія
- Віколунго